# Mogo
Mogo es un personaje ficticio que aparece como un planeta sensible y miembro de los Green Lantern Corps en el Universo DC. Su primera aparición fue en Green Lantern (vol. 2) n.º 188 (mayo de 1985), en la historia llamada "Mogo no tiene vida social". Fue creado por Alan Moore y Dave Gibbons.

## Naturaleza
Mogo es un planeta "viviente" (para otro ejemplo, ver Ego el Planeta Viviente de Marvel Comics). Cuando lo desea, su afiliación a los Corps se muestra mediante su follaje que pasa a circular su cuerpo formando una banda verde con el símbolo común de los Corps. Mogo es el encargado de guiar a los anillos de poder verdes en búsqueda de su nuevo portador

## Historia
Mogo no es un Linterna Verde demasiado sociable y su interacción con el resto del Universo DC no está demasiado bien documentada. Evita anunciar su presencia, prefiriendo presentarse mediante hologramas. Durante un incidente, envió hologramas para conseguir los delfines de Lobo. Cuando Lobo intentó recuperarlos, un holograma de Mogo lo convenció de no hacerlo. Lobo nunca descubrió que estaba tratando con un planeta. Al mismo tiempo, Mogo permitió que razas alienígenas vivieran en su superficie y ha aceptado cambiar sus condiciones climáticas para el beneficio de aquellas. Estos habitantes no siempre saben que su hogar está vivo y vigilándolos. 
Aunque la historia de Mogo (incluyendo su admisión en los Corps) jamás fue oficialmente revelada, algunos seguidores identifican a Mogo con el planeta viviente que Hal Jordan encontró en la historia "El extraño mundo llamado Linterna Verde".
Mogo también fue el planeta adoptivo de un grupo de xenoformes. Al parecer, años atrás Hal Jordan y un grupo de camaradas tuvieron que encargarse de estos xenomorfos luego de la muerte de un Linterna Verde; en lo posible, Jordan deseaba evitar matarlos por creer que eran tan solo animales y, por lo tanto, no eran malvados. Su solución fue depositarlos en Mogo, donde no serían una amenaza para nadie y podrían vivir. Sin embargo, y después de muchos años, Kyle Rayner viajó a Mogo para rescatar a la tripulación de una nave que se había estrellado. Aunque no habló con Mogo en forma directa, este fue el primer encuentro de Rayner con el planeta. Durante su siguiente encuentro con Mogo, no obstante, Rayner no parecer recordar estos hechos, por lo que se cuestiona si esta historia es canónica. (Es casi seguro que no lo sea ya que Salakk, quien murió en esta historia, apareció más tarde con vida.)
Recientemente, Mogo viajó al sector 1014 buscando la ayuda de Ch'p cuando perdió contacto con la batería de poder en Oa. Mogo desconocía el hecho de que la batería había sido destruida y que Ch'p había muerto. Como dependía de la energía esmeralda de la batería de poder para sustentarlo, Mogo perdió consciencia y flotó en el espacio hasta ser descubierto por unos alienígenas nómadas. Estos alienígenas procedieron a despojar a Mogo de sus recursos naturales y polucionar su medio ambiente. El cuerpo de Mogo reaccionó por instinto, creando construcciones para entorpecer los esfuerzos de los aliens por explotar sus recursos. Finalmente, Mogo fue rescatado por Kyle Rayner, quien usó su anillo de poder para despertar al gigante durmiente. Mogo ofreció a los alienígenas permanecer en él y cuidar de todas sus necesidades, pero los tercos seres optaron por abandonar sus campamentos. Mogo reveló luego a Rayner que se sentía aliviado de la partida de los alienígenas y que había planeado darles un clima espantoso como venganza por la polución.
Mogo apareció solicitando asistencia contra fuerzas rannianas y thanagarianas. Los Linternas Verdes Kyle Rayner, Guy Gardner (cómic), Stel y Green Man fueron enviados para despejar las flotas enemigas, y luego disfrutaron de un respiro sobre la superficie de Mogo. Gardner realizó comentarios metaficcionales sobre Mogo queriendo socializar, recordando la famosa historia de Alan Moore.

### La Batalla de Mogo
Mogo jugó un papel importante durante la conclusión de la Crisis Infinita, en el planeta de los Green Lantern Corps, Superman y Kal-L para detener a Superboy Prime. Los Supermanes Kal-El y Kal-L llevaron al enloquecido Superboy Prime hacia Rao (un sol rojo) en una jugada desesperada por quitarle sus poderes. Con sus poderes desvaneciéndose, los kryptonianos se precipitaron sobre Mogo antes de morir en el espacio. Los Supermanes consiguieron contener a Superboy, pero no antes que lograra herir en forma crítica a Kal-L. Después de la lucha, el resto de los Green Lantern Corps pusieron a Superboy Prime bajo custodia.

## Poderes y habilidades
Además de las potencias estándar de un anillo de poder Green Lantern, Mogo también puede alterar su clima y las condiciones de la superficie, como el crecimiento de la planta y la gravedad, y viajar a través del espacio a velocidades más rápidas que la luz. Mogo tiene una forma de conciencia sensorial o extrasensorial de lo que está sucediendo a su alrededor. Sin embargo, su bienestar es en gran parte sostenido por el suministro constante de energía de una batería de energía Green Lantern. Sin él, eventualmente pierde su fuerza e incluso cae en un estado aparentemente comatoso. Mogo también guio telepáticamente los anillos de energía del Linterna Verde a sus portadores.

## Otras versiones

### Guerra de los Siniestro Corps
En una profecía contada a Abin Sur, se dice que Mogo será el último Linterna Verde. Durante una batalla con el Imperio de las Lágrimas, Ranx la Ciudad Viviente hará explotar una bomba en el núcleo de Mogo, matando al planeta y acabando por siempre con los Green Lantern Corps. La veracidad de esta profecía ha sido cuestionada.
Recientemente sobrevivió a dicho ataque durante el enfrentamiento y ha hecho parte de la guerra, donde salió vencedor.
Mogo resultó muerto en el crossover de Green Lantern: "Guerra de Los Linternas Verdes" a manos de John Stewart, con el fin de prevenir la llegada de miles de anillos infectados por Parallax a Oa. Esta decisión fue muy cuestionada por Kyle Rayner.
Es ahí donde Bophunga se da cuenta de que pelea contra algo más que una criatura. Mogo, que es un planeta viviente, consume y derrota a Bophunga sin mayor esfuerzo. El símbolo de los Lantern Corps aparece entonces sobre el planeta viviente llamado Mogo.

## En otros medios

### Televisión
- Mogo aparece en el episodio de Batman: The Brave and the Bold, "Los Ojos de Despero". Despero toma el control de Mogo como parte de su plan. Más tarde es liberado por G'nort. Aquí, Mogo exhibe un mayor control de su masa de tierra.
- Mogo aparece en el episodio de Green Lantern: The Animated Series, "Planeta Perdido", con la voz de Kevin Michael Richardson. Aparece como un planeta polizón que ha provocado que numerosas naves de todo el universo se estrellen contra él para poder encarcelar a los criminales a bordo de las flotas para evitar que dañen a otros. Esta encarnación obtiene su poder de un anillo de poder en su núcleo, y emite una construcción masiva de un anillo de poder alrededor de su ecuador, dando al planeta la apariencia de "llevar" el anillo. En la primera mitad de la serie, Mogo ayudó a guiar a Saint Walker a encontrar la batería de Blue Lantern. Luego fueron a ayudar a Kilowog contra la armada de la Linterna Roja que intentaba entrometerse en el espacio de Guardian. Cuando la nave nodriza Red Lantern Shard, Dispararon a los Liberadores que mataban planetas en Mogo, el planeta viviente transfirió todo su poder a Saint Walker, quien lo amplificó para destruir toda la armada.

### Película
- Mogo aparece en la película Green Lantern: Emerald Knights. Aparece por primera vez en una historia de flashback contada por Hal Jordan, que es una adaptación de su historia principal. En el clímax de la película, Mogo llega para ayudar a sus compañeros a derrotar a Krona, y como eso implica sacrificar el planeta evacuado Oa, se ofrece voluntariamente su propio cuerpo para el cuartel general temporal del Cuerpo después.
- Aunque Mogo apareció en material promocional para la película Green Lantern de 2011, este personaje no aparece en la película.

### Videojuegos
- Mogo aparece en DC Universe Online. Se le ve en la "Guerra de la Luz" de Pt. 1 DLC luchando contra Ranx the Sentient City en el cielo.
- Mogo se menciona en Injustice 2 por Brainiac y Green Lantern, quienes notan que ha fallecido.

### Otros
- Mogo aparece en el cómic precuela Injustice: Gods Among Us. Viaja a la Tierra con los Green Lantern Corps para combatir al Régimen de Superman y al Sinestro Corps hasta que Superman lo empuja hacia el sol de la Tierra.